# Masato Matsuura
Masato Matsuura (jap. 松浦 勝人 Matsuura Masato; ur. 1 października 1964 w Jokohamie) – japoński producent muzyczny i przedsiębiorca, założyciel oraz prezes wytwórni Avex, a także wykonawczy producent filmowy.
Na scenie muzycznej znany jest jako Max Matsuura (jap. 松浦マックス Matsuura Makkusu).
Znany jest głównie z odkrywania i rozwijania nowych talentów i robienia z nich wielkich muzycznych gwiazd. Słynnymi przykładami są Ayumi Hamasaki i Ami Suzuki. W 2003 roku wziął ślub z byłą modelką Aki Hatada.
Jego cotygodniowy program radiowy Max Matsuura Work, Work, Play for Fun! (jap. max matsuura 仕事が遊びで遊びが仕事), jest nadawany od 5 września 2009 roku. Program można usłyszeć w każdą niedzielę w godzinach 1:00-1:30, w stacji Nippon Broadcasting System.

## Artyści muzyczni
- AAA
- EXILE
- Every Little Thing
- Do As Infinity
- Dream
- Ayumi Hamasaki
- D&D
- m.o.v.e
- mink
- SHU:DO
- Ami Suzuki
- YURIMARI
- JONTE
- Misako Uno (AAA)
- GIRL NEXT DOOR
- D’erlanger
- The Pillows
- Megamasso
- Kiyoharu

Źródło: